# Sirolimus
Sirolímus (INN/USAN), znan tudi kot rapamicin, je imunosupresivno zdravilo, uporabljano za preprečevanje zavrnitve organa pri transplantaciji; posebno je uporaben pri transplantaciji ledvic. Sirolimus je makrolid, ki je bil najprej odkrit kot produkt bakterije Streptomyces hygroscopicus, najden v vzorcu prsti na Velikonočnem otoku — otoku, znanem tudi po imenu Rapa Nui, od tod tudi ime rapamicin. Ameriško farmacevtsko podjetje Wyeth je kot tržno ime zanj izbralo Rapamune.
Sirolimus je bil izvorno razvit kot antimikotik, vendar je bil tovrstni proces opuščen, ko je bilo odkrito, da je imel imunosupresivne in antiproliferativne lastnosti.
Raziskava iz leta 2009 je pokazala, da lahko rapamicin podaljša življenje miši. Če bi bilo to podaljšanje življenjske dobe prenešeno na obdobje človekovih let, bi lahko dovoljevalo ljudem življenje preko sto let. Ker snov močno zavira človekov imunski sistem, ne more biti uporabljana kot nekakšen vrelec življenja. Miši so bile v okviru laboratorijske raziskave dobro zaščitene pred zunanjimi vplivi, ljudje, ki jemljejo rapamicin pa so zelo dovzetni za življenjsko nevarne infekcije in rakava obolenja, zato potrebujejo stalen medicinski nadzor.